# Хенривилл (тауншип, Миннесота)
Хенривилл (англ. Henryville) — тауншип в округе Ренвилл, Миннесота, США. На 2000 год его население составило 236 человек.

## География
По данным Бюро переписи населения США площадь тауншипа составляет 93,9 км², из которых 93,9 км² занимает суша, водоёмов нет.

## Демография
По данным переписи населения 2000 года здесь находились 236 человек, 86 домохозяйств и 62 семьи.  Плотность населения —  2,5 чел./км².  На территории тауншипа расположено 96 построек со средней плотностью 1,0 построек на один квадратный километр. Расовый состав населения: 99,58 % белых и 0,42 % приходится на две или более других рас. Испанцы или латиноамериканцы любой расы составляли 0,42 % от популяции тауншипа.
Из 86 домохозяйств в 37,2 % воспитывались дети до 18 лет, в 62,8 % проживали супружеские пары, в 2,3 % проживали незамужние женщины и в 27,9 % домохозяйств проживали несемейные люди. 24,4 % домохозяйств состояли из одного человека, при том 7,0 % из — одиноких пожилых людей старше 65 лет. Средний размер домохозяйства — 2,74, а семьи — 3,35 человека.
31,8 % населения — младше 18 лет, 5,1 % — в возрасте от 18 до 24 лет, 27,5 % — от 25 до 44, 19,5 % — от 45 до 64, и 16,1 % — старше 65 лет. Средний возраст — 35 лет. На каждые 100 женщин приходилось 118,5 мужчин.  На каждые 100 женщин старше 18 приходилось 130,0 мужчин.
Средний годовой доход домохозяйства составлял 43 333 доллара, а средний годовой доход семьи —  47 000 долларов. Средний доход мужчин —  28 750  долларов, в то время как у женщин — 21 607. Доход на душу населения составил 21 623 доллара. За чертой бедности находились 5,2 % семей и 2,4 % всего населения тауншипа.